# Bachten de Kupe
Bachten de Kupe est une région située dans la province belge de Flandre-Occidentale, délimitée par l'Yser, la côte belge et la frontière française (de Schreve), d'où le nom ouest-flandrien « Bachten de kupe » (litt. derrière la cuve).

## Délimitation
La région comprend les municipalités de Furnes, La Panne et Coxyde ainsi que des parties de Nieuport, Dixmude, Alveringem et Poperinge (où l'Yser pénètre à Roesbrugge) en Flandre-Occidentale. La région fait partie du Veurne-Ambacht.

## Caractéristiques
Ces communes sont principalement rurales et sont caractérisées par des paysages de polders ouverts, des pâturages et des terres arables qui entourent de nombreux petits villages. Bachten de Kupe est l'une des régions les moins peuplées de Flandre.
En outre, une grande partie de cette région porte les stigmates de la Première Guerre mondiale (1914-1918). De nombreux cimetières des deux camps et monuments parsèment le territoire et rappellent le passé sanglant subi par le pays, ses soldats et la population civile locale.

## Musée

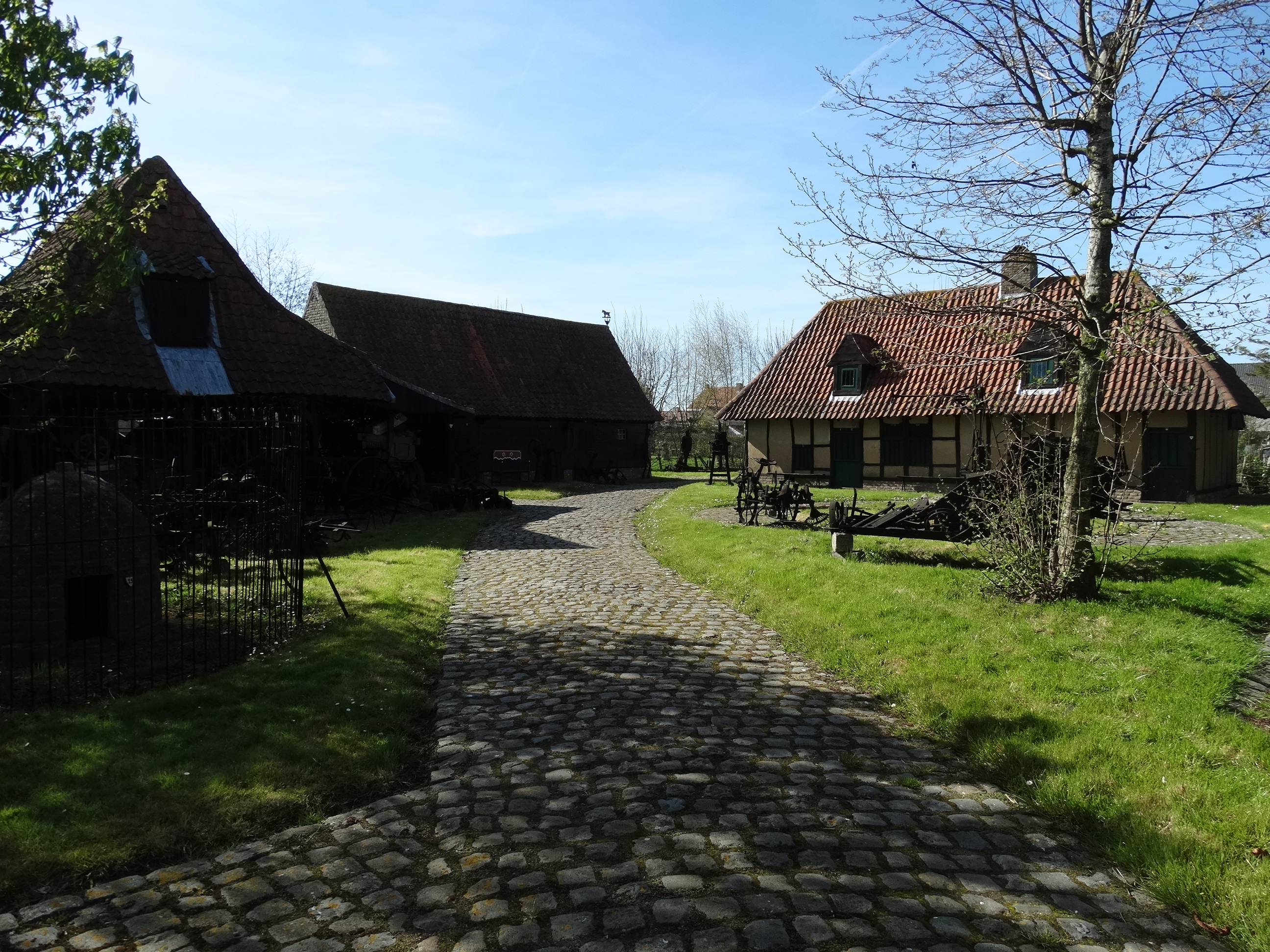
Ferme au.

À Izenberge (commune d'Alveringem) est établi le musée en plein air « Bachten de Kupe » (nl), où un village agricole du XVIIe siècle a été reconstruit.

## Le bout du monde
L'expression « Bachten de Kupe » est utilisée en néerlandais comme synonyme du « bout du monde » ou « je ne sais où » ou encore pour indiquer un lieu non affecté par la modernité et trouve son équivalent en Belgique francophone par le toponyme Houte-Si-Plou.